# Borislav Pekić
Borislav Pekić (en cirílico Борислав Пекић) (Podgorica el 4 de febrero de 1930-Londres el 2 de julio de 1992) fue un escritor y dramaturgo serbio. Sus principales obras son las novelas El tiempo de los milagros, El peregrinaje de Arsenij Njegovan y la saga El vellocino de oro. Vivió de 1945 a 1971 en Belgrado, pasando el resto de su vida en la capital británica debido a las dificultades con el gobierno yugoeslavo. Se le considera una figura prominente de la literatura de Serbia del siglo XX.

## Vida y obras

### Primeras novelas
Nació en una familia montenegrina acomodada el 4 de febrero de 1930. Pasó sus primeros años en diferentes localidades de  Montenegro y Serbia. A la edad de dieciocho años es acusado de pertenecer a la asociación clandestina Juventud Democrática Yugoeslava y condenado a quince años de presión, aunque es perdonado en 1953. Comienza estudios de psicología experimental en la facultad de filosofía de la Universidad de Belgrado, que deja inconclusos. En 1958 se casa con Ljiljana Glišić, sobrina de Milan Stojadinović, Primer ministro del Reino de Yugoslavia entre 1935 y 1939. En 1959 nace su hija Alexandra. En 1958, Pekić escribe el primero de más de vente guiones cinematográficos para grandes producciones yugoeslavas. En 1961, Dan četrnaesti (El décimo cuarto día) representó de hecho a Yugoslavia en el Festival de Cannes. 
Mientras, trabajó asimismo en diferentes novelas, la primera de las cuales fue Vreme čuda (El tiempo de los milagros), que fue publicado en 1965 con un cierto éxito entre la crítica y el público. Sólo hasta 1976 se tradujo la obra al inglés, y en 1986 al francés y al polaco. Su trama presenta algunas de las características distintivas de la obra de Pekić, como un marcado antidogmatismo y un fuerte escepticismo respecto a la idea de un progreso histórico de la humanidad. A finales de los años 1960 fue editor del periódico literario Književne Novine. Su segunda novela, Hodočašće Arsenija Njegovana (El peregrinaje de Arsenij Njegovan), en el cual se recogen las manifestaciones estudiantiles de 1968 en Yugoslavia, se publicó en 1970  y recibió un año después el premio literario NIN. Su relación con las autoridades se complica entonces, acusado de apoyar las manifestaciones, y se le confisca el pasaporte.

### Exilio en Londres y obras mayores
En 1971 Pekić se traslada a Londres.  Ya es considerado persona non grata por el gobierno yugoslavo, y durante la primera mitad de los años 1970 no se publica ninguna de sus obras, que es cuando se produce Uspenje i sunovrat Ikara Gubelkijana (Ascenso y caída de Ícaro Gubelkian). En 1977, tras mandar el manuscrito de Kako upokojiti Vampira (Como aplacar al vampiro) a una competencia literaria anónima, la Asociación de Editores Yugoslavos lo escoge como la mejor obra del año anterior. Basado en parte en sus experiencias en prisión entre 1948 y 1953, la novela analiza los mecanismos de y la lógica de los regímenes totalitarios. El mismo año publica Odbrana i poslednji dani (La defensa de los últimos días). 
En 1978, tras más de una década de estudios, aparece el primer volumen de Zlatno runo (El tejido de oro), cuyo volumen final solo aparece en 1986. La obra, que describe las diferentes peregrinaciones de la familia Njegovan mientras describe la historia de los Balcanes, recibió en 1987 el prestigioso premio Njegos.  A principios de los años 2000 comenzó la publicación de la traducción al francés.
También en los años 1980, Pekić comienza a preparar una obra sobre la Atlántida, que conduce a la trilogía Besnilo, 1999 y Atlántida, premio Goran Croato de 1988. 
Entre 1987 y 1990 publica Godine koje su pojeli skakavci (Los años que los saltamontes devoraron), en tres volúmenes galardonados con el premio Milos Crnjanski, correspondientes a las memorias del autor después de la guerra, pero también sobre la vida en Yugoslavia durante los primeros años del gobierno de Tito. Los libros describen la prisión como una civilización en sí, ofreciendo en paralelo una descripción de la libertad como una condena. En 1988 se publican los cuentos góticos Novi Jerusalim (Nueva Jerusalén) y en 1990 recibe en Montenegro por el conjunto de su obra el Majska Rukovanja.

### Teatro, cine y radio
Pekić se distingue en los años 1970 como uno de los mejores guionistas serbios contemporáneos. Escribe con regularidad dramas radiofónicos para las emisoras alemanas Westdeutscher Rundfunk, de Colonia y Süddeutscher Rundfunk de Stuttgart. De los veintisiete dramas presentados en Yugoslavia, más de la mitad fueron estrenados en Alemania. Algunas se incluyeron en Odabrana dela (Obras escogidas) publicada en 1984. Entre las más célebres se encuentra Korešpondencija (Correspondencia, 1979), tomado del volumen cuarto Zlatno runo, con 280 representaciones durante más de dos décadas en el 212 de Belgrado.
Durante toda su carrera, Pekić trabajó asimismo en varias obras cinematográficas, escribiendo guiones originales y adaptando él mismo sus novelas, entre los que destaca Vreme čuda (El tiempo de los milagros, 1989) dirigido por Goran Paskaljević, que representó en 1991 a Yugoslavia en los festivales de  Cannes, Glasgow y Montreal, así como Djavolji raj (El paraíso de los diablos, 1989, en  inglés That summer of white roses) de Rajko Grlic, que por su parte se presentó en los festivales internacionales de Montpellier, Pula, San Sebastián, Los Ángeles, San Francisco y Tokio.
Entre 1986 y 1991 colaboró en Londres con la BBC sección internacional de la BBC, con el programa semanal Cartas desde Londres, que se publicó años más tarde como Pisma iz tudjine (Cartas desde el extranjero), Nova pisma iz tudjine (Nuevas cartas desde el extranjero) y Poslednja pisma iz tudjine (Últimas cartas desde el extranjero). También para la BBC dirigió un programa sobre la historia de Gran Bretaña, publicado póstumamente en 1992 como Sentimentalna povest Britanskog carstva (Historia sentimental del Imperio británico).

### Últimos años y obras póstumas
En los años 1990 fue redactor del diario de oposición Demokratija y vicepresidente del Partido Democrático de Serbia. Desde 1985 ya era miembro de la Academia Serbia de las Ciencias y las Artes. Murió en Londres el 2 de julio de 1992, y se encuentra enterrado en el Novo groblje de Belgrado.
Una buena parte de su obra se publicó póstumamente, como Vreme reci (El tiempo de las palabras, 1993); Odmor od istorije (Una pausa se la historia, 1993); Graditelji (Los constructores, 1995); Radjanje Atlantide (El nacimiento de Atlántida, 1996); Skinuto sa trake (Transferido de cinta, 1996); U traganju za Zlatnim runom (Meditaciónes sobre el vellocino de oro, 1997); Izabrana pisma iz tudjine (Cartas escogidas del extranjero, 2000); Politicke sveske (Notas políticas, 2001); Filosofske sveske (Notas filosóficas, 2001); Korespondencija kao zivot (Correspondencia como una vida, 2002-2003).
A principios de julio de 2000, la Academia Serbia de las Ciencias y de las Artes organizó en Belgrado un simposio titulado sobre su obra con motivo del aniversario setenta de su nacimiento. Las memorias se publicaron en 2003.

## Obras
- Vreme čuda [Време чуда, El tiempo de los milagros], novela, Belgrado: Prosveta, 1965.
- Hodočašće Arsenija Njegovana [Ходочашће Арсенија Његована, El peregrinaje de Arsenij Njegovan], novela, Belgrado: Prosveta, 1970.
- Uspenje i sunovrat Ikara Gubelkijana [Успење и суноврат Исака Губелкијана, Ascenso y capidoa de Ícaro Gubelkijan], novela, Belgrado: Slovo Ljubve, 1975.
- Kako upokojiti vampira, [Како упокојити вампира, Como aplacar al vampirovampiro], Belgrado: BIGZ, Rad, Narodna knjiga, 1977.
- Odbrana i poslednij dani, [Одабрана и последњи дани], novela, Belgrado: Slovo Ljubve, 1977.
- Zlatno runo [Златно руно, El vellocino de oro], novela-saga in 7 volumi, Belgrado: Prosveta, 1978 (vol. I & II), 1980 (vol. III & IV), 1981 (vol. V), 1986 (vol. VI & VII); Belgrado: Dereta, 2005 (vol. I-III).
- Besnilo [Беснило, Rabbia], novela, Zagabria: Sveučilišna naklada Liber, 1983.
- 1999, novela, Ljublijana, Zagabria: Cankarjeva založba y Belgrado: Književni glasnik, NIN, 1984.
- Godine koje su pojeli skakavci [Los años que los saltamontes devoraron], memorias, Belgrado: BIGZ, 1987 (Vol. 1), 1989 (Vol.2), 1990 (Vol. 3).
- Pisma iz tuđine [Cartas desde el extranjero], Zagabria: Znanje, 1987.
- Novi Jerusalim [Нови Јерусалим, La nueva Jerusalén], racconti, Londra: Gotska hronika y Belgrado: Nolit, 1988.
- Atlantida [Атлантида, Atlántida], novela in 2 Voll., Zagabria: Znanje, 1988.
- Nova pisma iz tuđine [Nuevas cartas desde el extranjero], Zagabria: Mladost, 1989.
- Poslednja pisma iz tuđine [Últimas cartas desde el extranjero], Belgrado: Dereta, 1991.
- Sentimentalna povest britanskog carstva [Сентиментална повест британског царства, Historia sentimental del Imperio británico], saggio, Belgrado: BIGZ, 1992.
- Vreme reci [El tiempo de las palabras], edición de Božo Koprivica, Belgrado: BIGZ; Srpska književna zadruga, 1993.
- Odmor od istorije [Una pausa de la historia], edición de Radoslav Bratić, Belgrado: BIGZ, 1993.
- Graditelji [Los constructores], Belgrado: BIGZ, 1995.
- Radjanje Atlantide [El nacimiento de Atlántida], edición de Ljiljana Pekić, Belgrado: BIGZ, 1996.
- Skinuto sa trake [Trasferido de cinta], edición de Predrag Palavestra, Belgrado: Narodna knjiga, 1996.
- U traganju za Zlatnim runom [En busca del Vellocino de oro], introduzione di Ljiljana Pekić, Belgrado: BIGZ, 1997.
- Političke sveske [Notas políticas], Novi Sad: Solaris y Stylos, 2001.
- Filosofske sveske [Notas filosóficas], Novi Sad: Stylos, 2001.
- Korespondencija kao život [Correspondencia como una vida], Novi Sad: Solaris, 2002 (vol. I), 2003 (vol. II).